# مقاطعة نكا (مازندران)
مقاطعة نكا (بالفارسية: شهرستان نکا) هي منطقة سكنية في إيران وتقع في مازندران يقدر عدد السكان في
مقاطعة نكا، بـ 104,753 نسمة ومساحتها 1,358.80 كم2 .